# Silamiut
Silamiut er en grønlandsk teatertrup. Truppen har hjemsted i Nuuk på H.J. Rinksvej og har ifølge vedtægterne til formål at producere og opføre teater, medvirke til udvikling af og forståelse for Inuit-kulturen samt udbrede kendskabet til Grønlands kulturelle liv og udvikling. Teatret arbejder med et bredt udvalg af dramatiske udtryk.
Silamiut har en bestyrelse på 5-7 personer, som ansætter truppens teaterchef. Bestyrelsen er desuden ansvarlig for økonomien, som er baseret på offentlig driftsstøtte og fondsmidler.
Blandt truppens opsætninger er Gamle Kuaanias Fortælling, Lille hare, Fortæl mig og Springet. Truppen har også opført Shakespeares Macbeth på grønlandsk samt Gi' mi tiggum om Grønland under Anden Verdenskrig.
Silamiut er grundlagt 24. november 1984 og fejrede de første 25 år med en opførelse af Karius og Baktus i Katuaq. Teatrets to turnéer med denne forestilling i Grønland har modtaget støtte fra tips- og lottomidlerne.
Silamiut har været foreslået som nationalteater for Grønland, men den grønlandske teaterlov blev ikke gennemført, fordi der ikke var penge til den nødvendige merbevilling.